# Józef Działyński
Józef Działyński herbu Ogończyk (ur. ok. 1687, zm. 1735) – polski szlachcic. Jego synem był Augustyn Działyński (1715-1759), wojewoda kaliski.